# Giovanni Maria Francesco Róndani
Giovanni Maria Francesco Rondani (Parma, 15 de julio de 1490 - Parma, 1550), fue un pintor manierista italiano.

## Carrera
Aunque no está probado documentalmente, parece haber sido alumno de Corregio. En todo caso, las primeras noticias que de Rondani tenemos, lo sitúan ejecutando los diseños de su maestro  en los frescos de San Giovanni Evangelista (1522). En 1525, junto a Correggio y Michelangelo Anselmi, trabaja en la Steccata. Entre 1527 y 1531 decoró la parte inferior de la Capilla Centoni de la Catedral de Parma con frescos monócromos representando Escenas de la Vida de San Antonio Abad. En la parte superior realizó un Prendimiento de Cristo y un Cristo es presentado a la multitud, obras de un tono crudo y descriptivo, que tal vez acusen la influencia de Giulio Romano.
En 1532 colaboró en las decoraciones erigidas con motivo de la llegada del emperador Carlos V a Parma. Más adelante, en 1550, figuró entre los artistas que trabajaron en los festejos con motivo de la boda de Ottavio Farnese con Margarita de Austria.
Rondani es un artista de limitada habilidad, que confiere a sus obras un tono áspero. A pesar de que siempre será fiel a los modelos e su maestro Correggio, les dará una estética y carácter particular. Su mejor obra tal vez sea la Asunción conservada en el Museo di Capodimonte, de estilo más libre y vigoroso.

## Obras destacadas
- Frescos monócromos de San Giovanni Evangelista, Parma (1520-23)
- Virgen en la gloria con los santos Gregorio y Sebastián (a. 1525, Galería Nacional de Parma)
- Frescos en la Madonna della Steccata (1525, Parma)
- Frescos de la Capilla Centoni, Catedral de Parma (1527-31)
  - Escenas de la Vida de San Antonio Abad
  - Prendimiento de Cristo
  - Cristo es presentado a la multitud
- Visitación (Galería Nacional de Parma)
- Asunción de la Virgen (Galería Nacional de Parma)
- Virgen con niño en la gloria con San Agustín y San Jerónimo (Galería Nacional de Parma)
- Frescos del claustro de las Novicias en San Giovanni Evangelista, Parma
  - Milagros de San Benito
- Frescos de la Capilla Del Bono, San Giovanni Evangelista
  - Padre Eterno
- Frescos del Oratorio della Concezione, Parma
- Asunción de la Virgen (c. 1539, Museo di Capodimonte, Nápoles)
- Virgen entre los santos Pedro y Catalina (Museo di Capodimonte, Nápoles)